# Венжер, Владимир Григорьевич
Владимир Григорьевич Венжер (28 января 1899, Севастополь, Таврическая губерния — декабрь 1990, Москва), советский экономист-аграрник, доктор экономических наук (1959).

## Биография
Родился в Севастополе. Мать — Анна Николаевна Венжер, фельдшер. Сестра — режиссёр документального кино Ирина Владимировна Венжер. Брат — Николай, во время Гражданской войны — офицер армии Врангеля, погиб во время красного террора в Крыму.
Окончил гимназию в Крыму. В 1916 году поступил на физико-математическое отделение Московского университета.
Участник Октябрьской революции в Москве и Гражданской войны. Член РКП(б) с 1919.
После демобилизации из Красной Армии — на партийной работе (1921—1936). По окончании Института красной профессуры (1933) начальник политотдела МТС (1933—1934), директор зернового совхоза (1936—1938).
С 1939 до конца жизни научный сотрудник Института экономики АН СССР.
Жена — Александра Васильевна Санина, доцент кафедры политэкономии МГУ.
В 1951 вместе с женой написал шесть писем И. В. Сталину, в которых предложил продать колхозам технику МТС. Сталин отверг и раскритиковал это предложение в книге «Экономические проблемы социализма в СССР». Санина и Венжер подверглись длительной проработке коллегами и в более широких масштабах. Доцент Санина была вынуждена оставить преподавательскую работу в МГУ. Продажа колхозам техники МТС была осуществлена в 1958 году, однако это привело к новому периоду критики Венжера — он был обвинён в непонимании сути этого мероприятия, сроков и способов его осуществления, в том, что реализация этой идеи в предлагавшемся им варианте разорила бы колхозы.
Работал в секторе политической экономии социализма Института экономики, возглавлявшемся Я. А. Кронродом, вокруг которого сложилась школа экономистов («товарников»), выступавших за развитие в СССР товарно-денежных отношений, которую её противники обвиняли в «рыночном социализме». Венжер являлся видным представителем этой школы.
В конце 1971 года «товарники» Института экономики подверглись критике идеологических органов ЦК КПСС, часть из них была вынуждена уйти, возможности публикации работ остальных, в том числе Венжера, ухудшились.
В 1990 году опубликовал книгу «Как было, как могло быть, как стало, как должно стать», в которой наиболее полно изложил свои взгляды. Современные исследователи называют Венжера теоретиком русского кооперативного социализма.
Умер в декабре 1990 года. Похоронен на Востряковском кладбище.

## Сочинения
- Основные вопросы производственной деятельности МТС. — М.: Сельхозгиз, 1949.
- Письма В. Г. Венжера и А. В. Саниной И. В. Сталину // Кооперация. Страницы истории. Вып. IV / Отв. ред. Н. К. Фигуровская. — М.: ИЭ РАН, 1994.
- Вопросы комплексной механизации сельского хозяйства СССР // Вопросы экономики. 1952. № 6.
- О развитии и укреплении экономических связей МТС и колхозов // Вопросы экономики. 1954. № 8.
- Товарное производство при социализме и сельскохозяйственная артель // Вопросы экономики. 1958. № 8.
- Развитие товарных отношений и экономика сельскохозяйственной артели // Проблемы политической экономии социализма. — М.: Госполитиздат, 1959.
- Вопросы использования закона стоимости в колхозном производстве. — М.: Госпланиздат, 1960.
- О развитии колхозной собственности на современном этапе // Вопросы экономики. 1960. № 12.
- Подсобные хозяйства дополнительный источник производства сельскохозяйственной продуктов // Вопросы экономики. 1962. № 7.
- Основные вопросы ценообразования на колхозную продукцию // Экономика сельского хозяйства. 1962. № 9.
- Использование закона стоимости в колхозном производстве. 2-е изд., испр. и доп. — М.: Наука, 1965.
- Особенности колхозной экономики и проблемы ее развития // Производство, накопление, потребление. — М., Экономика, 1965.
- Колхозный строй на современном этапе. — М.: Экономика, 1966.
- Социально-экономические перспективы развития колхозного строя. — М.: Наука, 1979.
- Как было, как могло быть, как стало, как должно стать (Вопросы истории нашего строя). — М.: Наука, 1990.